# Flagitopisa fluviatilis
Flagitopisa fluviatilis is een vlokreeftensoort uit de familie van de Eriopisidae. De wetenschappelijke naam van de soort is voor het eerst geldig gepubliceerd in 1991 door Stock.